# 何贊
何賛（1493年—？年），字尭卿，號龍江，浙江台州府黃巖縣人，明朝政治人物。

## 生平
正德八年（1513年）癸酉科浙江鄉試第七十一名舉人，嘉靖十一年（1532年）壬辰科進士。觀兵部政，授行人，十五年五月陞貴州道御史，十六年巡按山西，二十一年巡按廣西，嘉靖二十三年（1544年）正月陞福建按察司副使，卒。

## 家族
曾祖何士周，祖何潭，父何圭，前母謝氏；母陳氏。永感下。弟弼。子何良臣。